# بخش روزاریو
بخش روزاریو (به اسپانیایی: Departamento Rosario) یک منطقهٔ مسکونی در آرژانتین است که در استان سانتافه واقع شده‌است. بخش روزاریو ۱٬۸۹۰ کیلومتر مربع مساحت و ۱٬۳۴۲٬۳۰۱ نفر جمعیت دارد.